# Svenska mästerskapen i dressyr
Svenska mästerskapen i dressyr avgörs årligen sedan premiäråret 1951. Tävlingen är öppen för ryttare som har gällande svensk tävlingslicens och som är svensk medborgare eller sedan minst ett år stadigvarande bosatt i Sverige. Rangordningen i SM avgörs av det sammanlagda procenttalet efter Grand Prix och Grand Prix Kür.

## Mesta guldmedaljörerna
Ett antal ryttare har lyckats erövra flera SM-guld genom åren:
12 guld:
- Ulla Håkansson – 1970, 1973, 1974, 1975, 1976, 1978, 1979, 1986, 1994, 1995, 1998, 1999

7 guld:
- Gehnäll Persson – 1951, 1952, 1953, 1954, 1955, 1959, 1961
- Louise Nathhorst – 1987, 1988, 1989, 1990, 1991, 1996, 2000
- Jan Brink – 2001, 2002, 2003, 2005, 2006, 2007, 2008 – alla gulden tillsammans med hingsten Briar 899[2]

5 guld:
- Tinne Vilhelmsson – 1993, 2004, 2009, 2010, 2011
- Patrik Kittel – 2013, 2014, 2015, 2016, 2018

4 guld:
- William Hamilton – 1957, 1958, 1962, 1965
- Ninna Slöör-Swaab – 1966, 1967, 1968, 1969

2 guld:
- Bengt Ljungquist – 1963, 1964
- Ingamay Bylund – 1984, 1985

1 guld:
- Henri Saint Cyr – 1956
- Yngve Viebke – 1960
- Anders Lindgren – 1971
- Maud von Rosen – 1972
- Sten Nordenskjöld – 1977
- Eva-Karin Oscarsson – 1980
- Elisabeth Lette – 1981
- Liane Wachtmester – 1992
- Pernilla André – 1997
- Eva Ulf – 2012
- Rose Mathisen – 2017